# العادية (البيضاء)

تعديل مصدري - تعديل

العادية هي إحدى قرى عزلة الشرف بمديرية البيضاء التابعة لمحافظة البيضاء، بلغ تعداد سكانها 192 نسمة حسب تعداد اليمن لعام 2004.